# レモンパイ (バンド)
レモンパイは、1975年にエレックレコードからデビューした日本のバンドである。当時の所属事務所はユタカプロダクション。フレンズの弟分グループ。

## メンバー
- 花岡光二 （本名：花岡正和。1957年9月13日生まれ。ヴォーカル、ベース）
- あい雅幸 （本名：関根稚幸。1959年3月5日生まれ。ドラム、ヴォーカル）
- 南郷和也 （なんごう かずなり。本名：有賀文昭。1959年7月29日生まれ。リードギター、ヴォーカル）
- 小林利男 （1958年2月12日生まれ。サイドギター、ヴォーカル） - 青木ヒデオの後任として加入

### 脱退メンバー
- 江川みのる （本名：堀内弘一。1959年9月5日生まれ） レコードデビューする前に脱退
- 青木ヒデオ （愛称：ヒデ。本名：赤羽秀哉。サイドギター、ヴォーカル） レコードデビューした後に脱退

## 概要
新中野にあったモーニング・プロモーション（後のユタカプロダクション）。
同事務所には、フレンズ、内田喜郎が所属。（レモンパイと同時期にジミー（鍋谷賢）所属）
1974年フレンズに憧れを持って入所した中学生（伊藤利昭、後藤順一）や、社長からスカウトを受けた（江川みのる、瞳直也、あい雅幸、南郷和也、中川正光、森川なおき）
総勢８名の中から、4名が選出され（あい雅幸、江川みのる、中川正光、瞳直也）のメンバーで結成、雑誌『Jotomo』にてグループ名を公募「レモンパイ」に決定する。
社長のスカウトで花岡光二が入所
花岡光二、南郷和也、が加入し、高校受験のため中川正光、瞳直也、が脱退する。
あい雅幸、江川みのる、南郷和也、花岡光二の四人組でレモンパイ＋１になる。
1975年『YoungerGeneration』ファンクラブ発足。
フレンズ、レモンパイ＋1，ジミーで野球チーム『ブラック・エース』を結成。
デビューを前にして江川みのるが脱退したため青木ヒデオが加入。グループ名はレモンパイに戻る。
レモンパイのデビューメンバーは、あい雅幸、南郷和也、花岡光二、青木ヒデオ。
日劇ウエスタンカーニバルや、事務所の先輩であるフレンズの解散コンサートに出演。
1975年11月にエレックからアルバム『旅のスケッチ 〜愛と冒険の旅〜』でデビュー。
1976年8月30日、蒲田の東急スケート・センターにてファンクラブの発足式を開催。
レギュラー番組は主に関東ローカルであったが固定ファンに支えられ、雑誌『Jotomo』の読者人気投票では常に上位、「100万人コンサート」と題したツアーなど、活発なコンサート活動を行っていた。
1977年4月『Jotomo』で人気投票が1位になる。
デビュー後に青木ヒデオが脱退。代わりに小林利男が加入する。
1979年1月14日、渋谷公会堂で行われたコンサートをもって解散。
2006年12月16日、四谷のライブインマジックで再結成ライブが行われた。

## メディア出演
- ライオン油脂エメロンシャンプーCM

## ディスコグラフィ

### シングル
| #                | 発売日           | A/B面            | タイトル             | 作詞             | 作曲             | 編曲             | 規格品番         |
| エレックレコード | エレックレコード | エレックレコード | エレックレコード     | エレックレコード | エレックレコード | エレックレコード | エレックレコード |
| ---------------- | ---------------- | ---------------- | -------------------- | ---------------- | ---------------- | ---------------- | ---------------- |
| 1                | 1976年 2月5日    | A面              | 友だちブギ           | 桐村杏子         | 岩久茂           | 川上了           | AIS-36           |
| 1                | 1976年 2月5日    | B面              | レモントリーの伝説   | 桐村杏子         | 佐瀬寿一         | 佐瀬寿一         | AIS-36           |
| 2                | 1976年 4月25日   | A面              | 恋は宝さがし         | なかにし礼       | 佐瀬寿一         | 佐瀬寿一         | AIS-39           |
| 2                | 1976年 4月25日   | B面              | Uターン禁止          | なかにし礼       | 佐瀬寿一         | 佐瀬寿一         | AIS-39           |
| 日本コロムビア   |                  |                  |                      |                  |                  |                  |                  |
| 3                | 1976年 9月       | A面              | 悲しい誤解           | たかたかし       | 中島安敏         | クニ河内         | PK-29            |
| 3                | 1976年 9月       | B面              | ラヴ・バンバン       | たかたかし       | いずみ真         | クニ河内         | PK-29            |
| 4                | 1976年 12月      | A面              | 恋のディンドン       | 岡田冨美子       | 阿部敏郎         | 高見弘           | PK-38            |
| 4                | 1976年 12月      | B面              | 2人の急行列車        | 岡田冨美子       | 柴田晴代         | 高見弘           | PK-38            |
| 5                | 1977年 3月       | A面              | さよならグッド・バイ | 阿部敏郎         | 阿部敏郎         | 高見弘           | PK-46            |
| 5                | 1977年 3月       | B面              | 僕の弱点             | 岡田冨美子       | あかのたちお     | あかのたちお     | PK-46            |
| 6                | 1977年 6月       | A面              | サマー・エンジェル   | 岡田冨美子       | 阿部敏郎         | 馬飼野俊一       | PK-55            |
| 6                | 1977年 6月       | B面              | キャッチ・ミー       | 岡田冨美子       | 阿部敏郎         | 馬飼野俊一       | PK-55            |
| 7                | 1977年 10月      | A面              | 黄昏ラストキッス     | 森雪之丞         | 森雪之丞         | 馬飼野俊一       | PK-76            |
| 7                | 1977年 10月      | B面              | 昼下りのテニスコート | 森雪之丞         | 森雪之丞         | 馬飼野俊一       | PK-76            |
| 8                | 1978年 2月       | A面              | 恋の混線電話         | 遠藤幸三         | T.Sales          | いしだかつのり   | PK-99            |
| 8                | 1978年 2月       | B面              | 美しすぎる悪いひと   | 片山圭           | 実川俊           | いしだかつのり   | PK-99            |
| 9                | 1978年 5月       | A面              | 狂気の太陽           | 遠藤幸三         | 松尾一彦         | 大村雅朗         | PK-109           |
| 9                | 1978年 5月       | B面              | ビバ!エンジェル      | さがらよしあき   | 小林亜星         | 大村雅朗         | PK-109           |
| 10               | 1978年 11月      | A面              | 恋はスパーク!        | 遠藤幸三         | 中村弘明         | 中村弘明         | PK-126           |
| 10               | 1978年 11月      | B面              | ジャンプ             | 加能一實         | 馬飼野康二       | 馬飼野康二       | PK-126           |
| 11               | 1979年 2月       | A面              | うしろ姿             | 藤岡孝章         | 藤岡孝章         | 高田弘           | PK-137           |
| 11               | 1979年 2月       | B面              | サンデー・ドリーマー | 遠藤幸三         | G.Moroder        | いしだかつのり   | PK-137           |